# Pestivirus
Pestivirus es un género de virus que pertenece a la familia de las Flaviviridae. Los virus del género Pestivirus infecta a mamíferos, incluyendo a spp. de la familia Bovidae (incluyendo, pero no limitado a, bovinos, ovinos, caprinos y de la familia Suidae (que incluye a varias especies de Sus: cerdos y otros).

## Genética del virus y estructura
Los virus del Gro. Pestivirus tienen una espiral simple de ARN de sentido positivo (i.e. un ARN que puede ser traducido directamente dentro de la proteína viral) que es de cerca de 12,5 kilobases (kb) de longitud (igual a la long. de 12.500 nucleótidos). 
A veces viriones (partículas individuales de virus) tienen secciones de un genoma animal que ha sido duplicado, pero este no es normalmente el caso. No hay poliadenilación Poli-A sobre el tercio final del genoma. (lo que significan que esos virus no carecen d modificaciones de postranscripción [véase post-transcriptional modifications], y tienen un simple genoma de ARN.) El genoma tiene ARN para codificar tanto las proteínas estructurales como las no estructurales.
Cada virión tiene aproximadamente 40-60 nanómetros (nm) de diámetro, y consiste en una cubierta viral nucleocápsida con el citoplasma de las células infectadas.

## Transmisión y prevención
Los Pestivirus son los causantes de la peste porcina y la diarrea bovina, estando ampliamente distribuidos en Australia y en Sudamérica, principalmente en la hacienda vacuna. Algunos adultos vacunos son inmunes a la enfermedad, y otros son hospedantes crónicos. Si un feto se infecta dentro de los primeros tres a cuatro meses de gestación, es probable que no consiga desarrollar anticuerpos contra el virus. En esos casos el animal frecuentemente muere antes de nacer o poco después.
Los síntomas de la infección por Pestivirus incluye diarrea, problemas respiratorios y desórdenes hemorrágicos.
Existen vacunas anti Pestivirus y la estrategia vacunatoria depende del rebaño y de la situación endémica de la región. La vacunación debe realizarse regularmente para mantener la inmunidad.